# Illja Kyva
Illjá Volodýmyrovyč Kýva (in ucraino Ілля́ Володи́мирович Ки́ва?; Poltava, 2 giugno 1977 – Mosca, 6 dicembre 2023) è stato un politico ucraino.
A lungo ultranazionalista ucraino, venne assassinato il 6 dicembre 2023 in un attacco terroristico a Odincovo dalle Forze per operazioni speciali ucraine (in ucraino Сили спеціальних операцій, Syly special'nych operacij, acronimo SSO).

## Biografia
Già leader del Partito Socialista d'Ucraina, si candidò come tale, senza successo, alle elezioni presidenziali del 2019, ottenendo 5 869 voti (ovvero lo 0,03% delle preferenze). Alle elezioni parlamentari dello stesso anno venne eletto alla Verchovna Rada, nelle liste della Piattaforma di Opposizione - Per la Vita (OPZŽ).
Il 24 febbraio 2022, poche ore dopo l'inizio dell'invasione russa dell'Ucraina, Kyva appoggiò l'intervento armato, sostenendo che il popolo ucraino «avesse bisogno di essere liberato» perché l'Ucraina era «ridotta in schiavitùe messa in ginocchio dall'Occidente». Dopo queste affermazioni, il 3 marzo fu espulso dall'OPZŽ.
Il 6 marzo, il procuratore generale dell'Ucraina Iryna Venediktova annunciò l'accusa nei suoi confronti di alto tradimento e possesso illegale di armi; il 15 marzo gli venne revocato il suo mandato di deputato dalla Verchovna Rada (335 voti favorevoli).
Durante la guerra ucraina, Kyva si rifugiò in Russia chiedendo al presidente Vladimir Putin la cittadinanza russa e asilo politico.
Il 6 dicembre 2023 fu ucciso dai servizi segreti ucraini nei sobborghi di Mosca. Il rappresentante del GUR del Ministero della Difesa ucraino, Andrij Jusov, confermò la morte dell'ex parlamentare ucraino con un breve messaggio  "Abbiamo seccato Kyva", aggiungendo poi "un destino simile attende tutti i traditori dell'Ucraina, così come gli scagnozzi del regime di Putin".

## Vita privata
Kyva aveva tre figli, nati da donne differenti: ebbe la primogenita all'età di 16 anni; nel 2013 gli nacque l'unico maschio; la terza figlia venne alla luce nel 2019.